# 猴清廟遺址
猴清廟遺址位於重慶市合川區銅溪鎮紗帽村二社，文物遺址年代為新石器-宋，2009年12月15日列為第二批重慶市文物保護單位。